# Kirsten Hansteen
Kirsten Hansteen (* 5. Januar 1903 in Lyngen als Kirsten Moe; † 17. November 1974 in Oslo) war eine norwegische Journalistin und Politikerin der Norwegischen Kommunistischen Partei (NKP).

## Leben
Hansteen war die Ehefrau und spätere Witwe des Anwalts, Gewerkschaftsfunktionärs und Politikers Harald Viggo Hansteen, der im September 1941 als Reaktion auf den Milchstreik zum Tode verurteilt und hingerichtet worden war.
Während des Krieges arbeitete sie an der Untergrundzeitung Kvinnefronten (Frauenfront) mit. Nach Ende des Krieges wurde sie (als erste weibliche Ministerin Norwegens) zunächst Ministerin in der ersten Einheitsregierung (Koalitionsregierung unter Einar Gerhardsen). Ihre genaue Position war dabei beratende Ministerin im Sozialministerium und sie war damit auch mit der Aufgabe betraut, den Opfern des Krieges zu helfen. Sie war außerdem Abgeordnete im Storting in der Periode von 1945 bis 1949 für das Fylke Akershus.
Zusammen mit Henriette Bie Lorentzen gründete sie 1945 die Zeitschrift Kvinnen og tiden (Frau und Zeit) und gab diese bis 1955 heraus.